# Austroglossus
Austroglossus là một chi cá bơn nguồn gốc từ bời biển Đại Tây Dương của Nam Phi

## Loài
Hiện nay có hai loài được ghi nhận trong chi này:
- Austroglossus microlepis (Bleeker, 1863) (West coast sole)
- Austroglossus pectoralis (Kaup, 1858) (Mud sole)